# Sarbia pertyi
Espèce

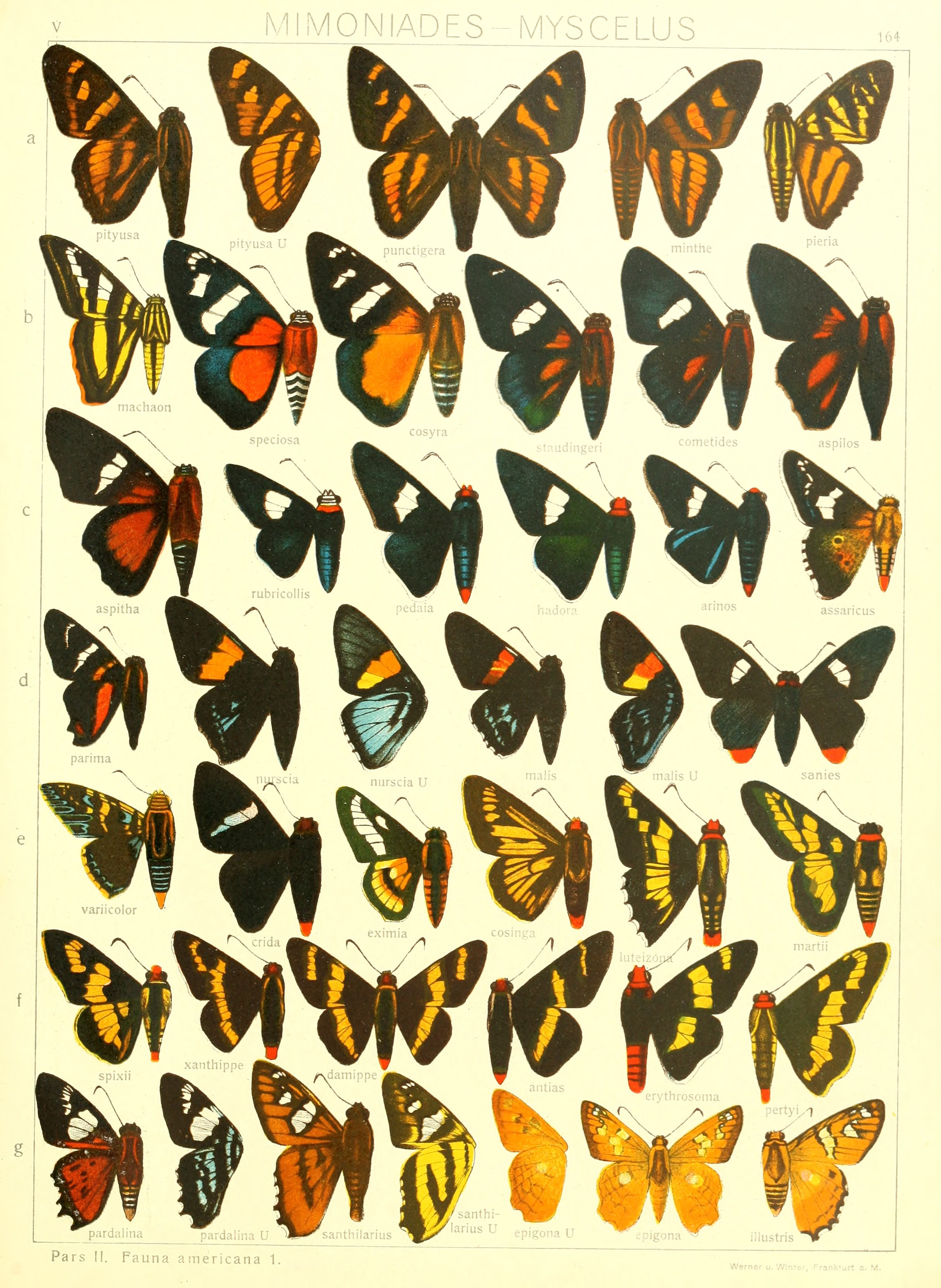

Sarbia pertyi  est une espèce de lépidoptères de la famille des Hesperiidae, de la sous-famille des Pyrginae et de la tribu des Pyrrhopygini.

## Dénomination
Sarbia pertyi  a été nommé par Carl Plötz en 1879.

### Nom vernaculaire
Sarbia pertyi  se nomme Perty's Firetip en anglais.

## Description
Sarbia pertyi est un papillon  au corps trapu marron avec la tête et l'extrémité de l'abdomen rouge.
Les ailes sont de couleur marron à frange jaune et bande jaune postdiscale du bord costal au bord interne de l'aile antérieure et du bord costal au bord interne de l'aile postérieure.

## Écologie et distribution
Sarbia pertyi  est présent au Brésil.

### Protection
Pas de statut de protection particulier.